# 石河家
石河家（いしこけ）は、武家・士族・華族だった家。江戸時代には尾張国名古屋藩主徳川家の家老家で、維新後には士族を経て華族の男爵家に列した。

## 歴史
清和源氏源満仲流の石川氏の支流石川光治が承久の乱後に美濃国厚見郡市橋荘の地頭として下向したのに始まるという。戦国時代の光延の代に斎藤道三、ついで織田信長に仕えた。その次男光重の子光元は豊臣秀吉に仕えて播磨国龍野城主1万石となったが、関ヶ原の戦いにおいて西軍に属したため改易された。
その子の光忠は徳川家康に仕え、家康の命で尾張国名古屋藩主徳川義直に仕えた。以降江戸時代を通じて尾張藩で1万石を知行する家老家として続いた。正章の代に石河に改姓。
明治維新後に石河家は士族となったが、江戸後期から明治前期の当主石河光晃は、明治3年（1870年）から華族編入請願運動を行い、石河家が1万石以上を有していたことを理由に7回に及んで請願を行ったが、彼の存命中には万石以上陪臣の叙爵は行われておらず、不許可に終わった。
明治17年（1884年）に華族が五爵制になった際に定められた『叙爵内規』の前の案である『爵位発行順序』所収の『華族令』案の内規（明治11年・12年ごろ作成）や『授爵規則』（明治12年以降16年ごろ作成）では万石以上陪臣が男爵に含まれており、石河家も男爵候補に挙げられているが、最終的な『叙爵内規』では旧万石以上陪臣は授爵対象外となったためこの時点では石河家は士族のままだった。
明治15年・16年ごろ作成と思われる『三条家文書』所収『旧藩壱万石以上家臣家産・職業・貧富取調書』には石河家の記載はなく財産状況が調べられていたかは不明。
光晃の息子の光熙も華族編列請願運動を継続した。当初は不許可が続いたが、明治33年（1900年）5月9日に旧万石以上陪臣の叙爵が開始されたのに伴い、光熙も旧万石以上陪臣、かつ華族の体面を保つ財産を保持しているとして男爵に叙せられた。
その孫の三代男爵石河光遵の代に石河男爵家の住居は愛知県名古屋市東区白壁町にあった。